# Бриллюэн, Марсель
Луи Марсель Бриллюэн (фр. Louis Marcel Brillouin; 1854—1948) — французский физик и математик.

## Биография
Его отец был художником, который переехал в Париж, когда Марсель был молод. Там он был принят в лицей Кондорсе. Семья Бриллюэна вернулась в Мелле во время франко-прусской войны 1870 года, спасаясь от боевых действий. Там он проводил время, обучаясь по книгам деда по философии. После войны он вернулся в Париж и поступил в Высшую нормальную школу в 1874 году и закончил её в 1878 году. Он стал ассистентом физики Коллеж де Франс и в то же время проходил аспирантуру по математике и физике, которую закончил в 1881 году. Затем Бриллюэн стал работать доцентом кафедры физики в университетах Нанси, а затем Дижона и Тулузы, прежде чем вернуться в Высшую нормальную школу в Париже в 1888 году. Позже он был профессором математической физики в Коллеж де Франс с 1900 по 1931 год.

## Научная деятельность
За время своей карьеры он стал автором более 200 экспериментальных и теоретических работ по широкому кругу вопросов, которые включают кинетическую теорию газов, вязкость, термодинамику, электричество и физику плавления. В частности, он:
- построил новую модель баланса Этвёша,
- исследовал потоки Гельмгольца и стабильность самолётов,
- работал над теорией приливов.

Он также демонстрирует в работе, что чёрная дыра — это нонсенс, который отсутствует в оригинальной метрике Шварцшильда.
Его сын, Леон Бриллюэн, также известный физик.